# Tuchlegung

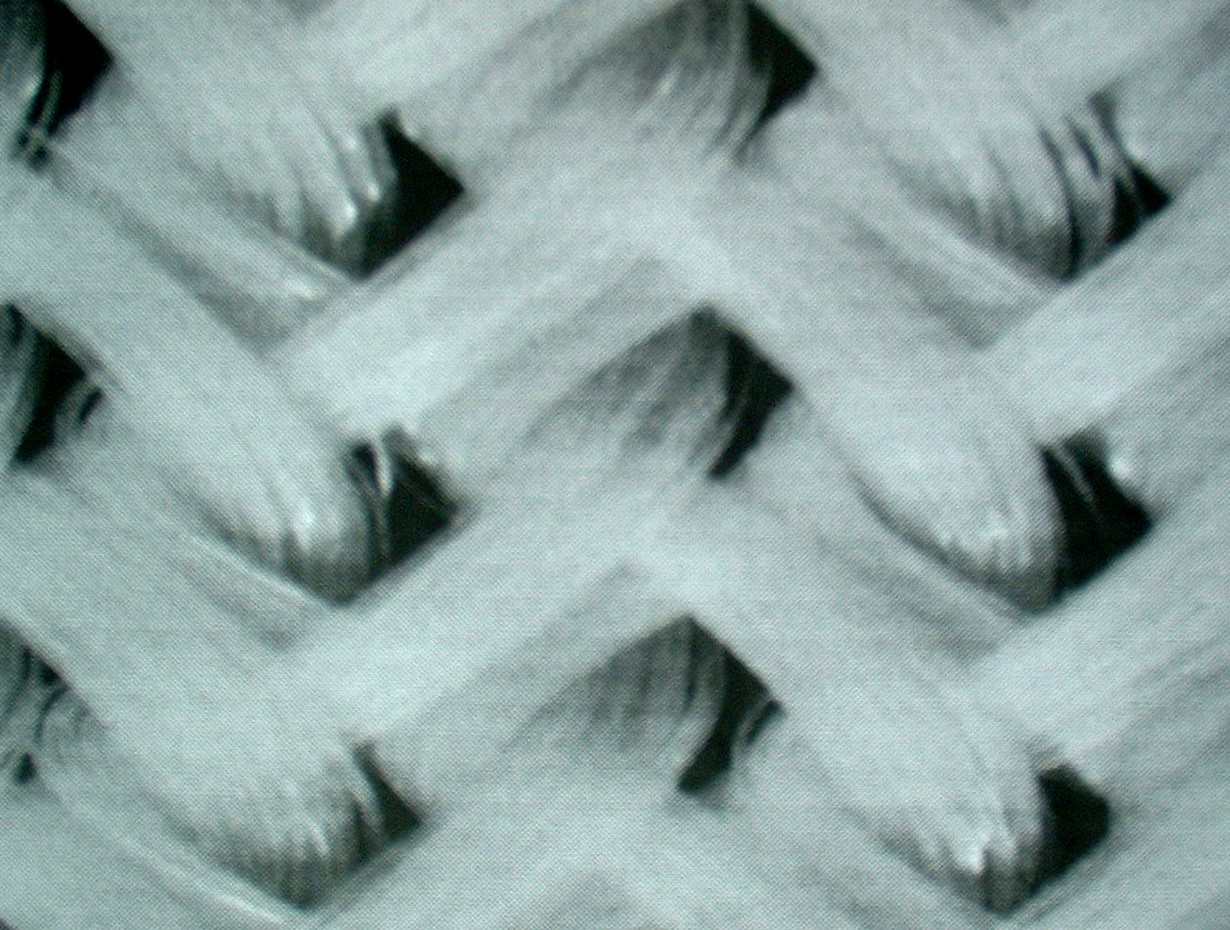
Geschlossene Tuchlegung
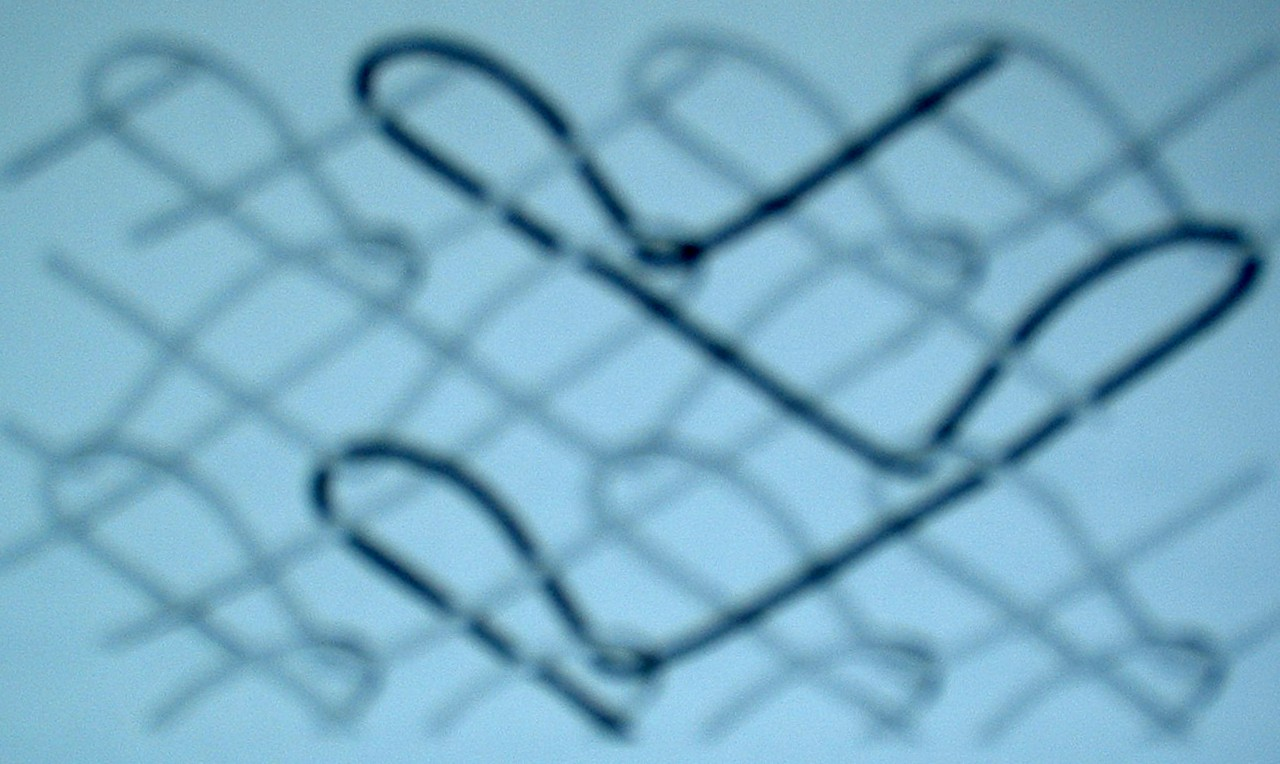
Offene Tuchlegung

Die Tuchlegung ist eine Grundlegung der Kettenwirkerei.
Die Kettfäden werden bei den Maschenbildungsvorgängen jeweils abwechselnd um eine Nadel und daraufhin um die übernächste Nadel in der Nadelreihe gelegt, sodass zwischen zwei Maschenstäbchen eine Verbindung in Form von Platinenmaschen entsteht und ein textiles Flächengebilde entsteht.
Es gibt offene und geschlossene Tuchlegungen.